# Photoconductivité

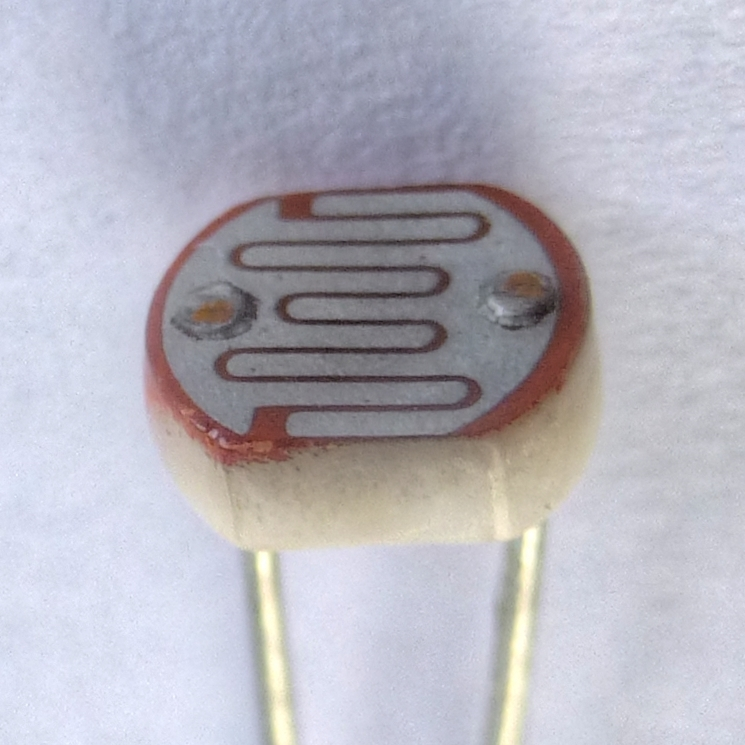
photorésistance dont la résistance varie en fonction de l'intensité lumineuse

En physique, la photoconductivité survient chaque fois que la résistance électrique d'un corps varie lorsqu'on l'éclaire avec un rayonnement électromagnétique appartenant à tous les domaines du spectre lumineux (domaine visible, ultraviolet et infrarouge).

## Principe
Ce phénomène s'observe sur les matériaux semiconducteurs hautement résistifs. Une lumière avec une fréquence (donc une énergie) suffisante va restituer suffisamment d'énergie aux électrons de la bande de valence pour atteindre la bande de conduction. Les électrons résultants et leurs trous associés vont permettre la conductivité électrique, donc la diminution de la résistance.
Un matériau photoélectrique peut l'être de manière intrinsèque ou extrinsèque. Dans le premier cas, seuls les électrons dans la bande de valence du matériau pourront être excités, et un photon doit avoir suffisamment d'énergie pour exciter les électrons à travers la bande interdite. Dans le deuxième cas, des impuretés sont ajoutées au matériau, celles-ci possédant un état énergétique proche de celui de la bande de conduction. Cela a pour effet de faciliter le transfert des électrons, et le matériau a besoin de photons moins énergétiques, donc une longueur d'onde plus grande, et une plage d'utilisation plus importante.
Le sulfure de cadmium est généralement utilisé de par ses propriétés. Sa plage de résistivité peut atteindre 600 ohms en pleine lumière à 1 Mohm dans l'obscurité. Il est sensible à un large spectre de fréquence, allant de l'infrarouge à l'ultraviolet.

## Applications
Les applications sont multiples comme capteur de luminosité.